# 筑波市

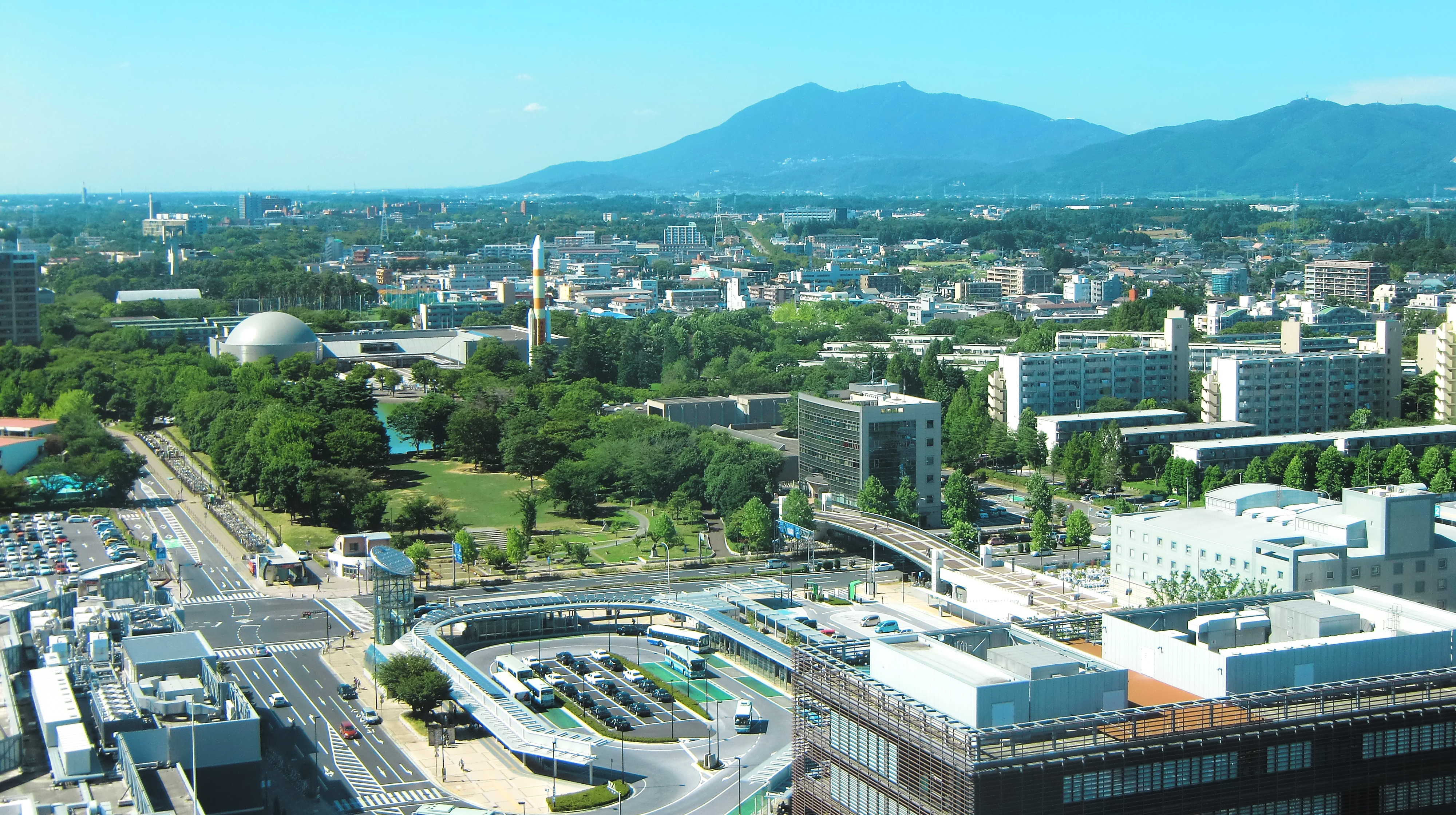
從筑波三井大樓北望筑波研究學園都市與筑波山，近處的環島為筑波中心巴士總站

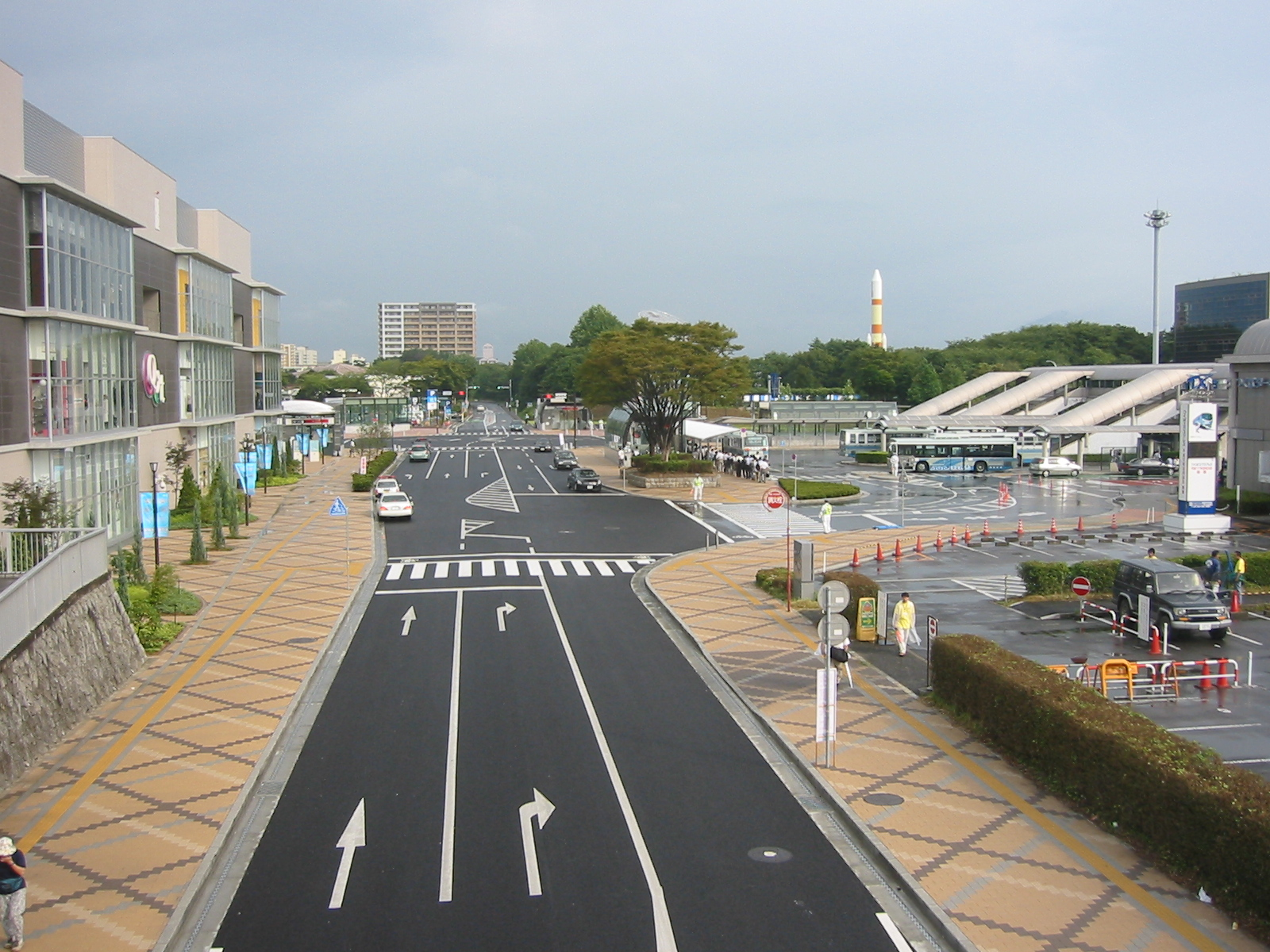
位于市中心区域的筑波中心

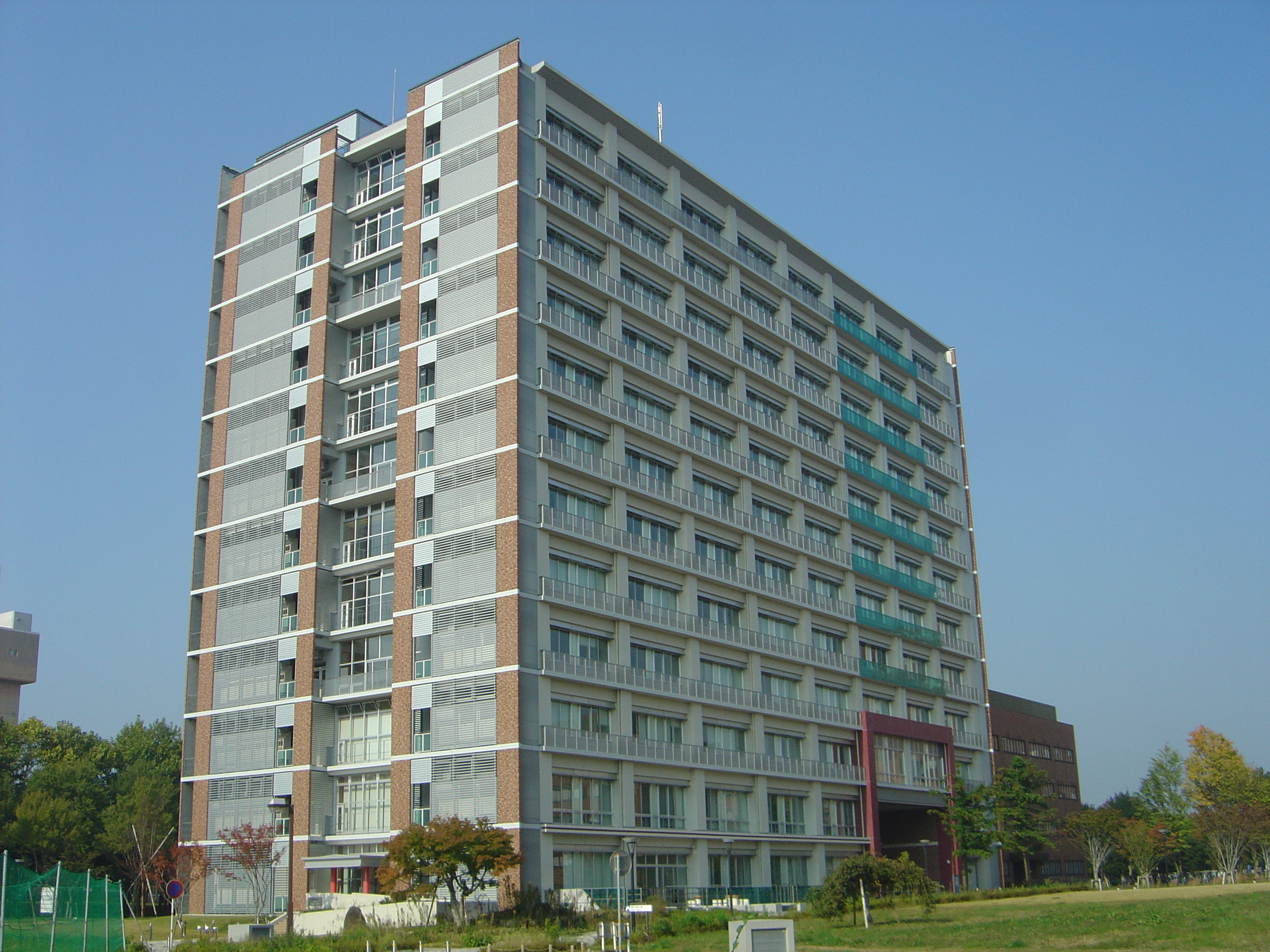
筑波大学的一处建筑

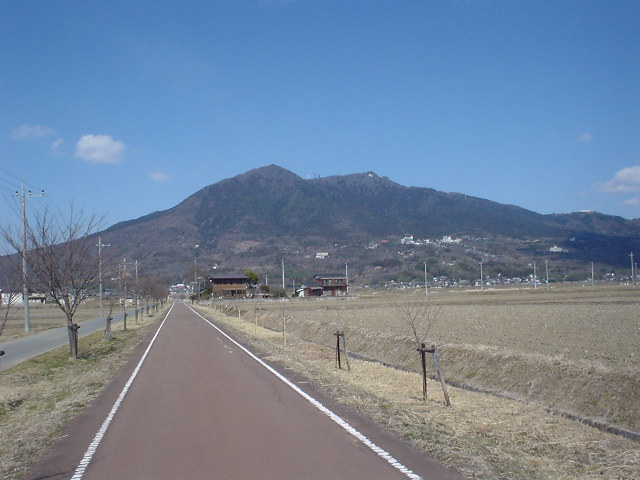
筑波山

筑波市（日语：／ Tsukuba shi */?）是位於日本茨城縣南部的都市，以坐落於此的筑波科學城（筑波研究學園都市）為人熟知，集中了筑波大学、产业技术综合研究所、國土地理院等多個學術與研究機構。目前亦獲日本政府指定為業務核都市與國際會議觀光都市。截止至2024年11月1日的統計數據，筑波市人口達到260,083人，人口密度為917人/平方公里；全市面積为283.72平方公里。
筑波市距離東京都心約50公里，與東京都心之間透過筑波快線連接。筑波科學城以外的地域，分布著农业用土地、山林和村落。筑波山位于筑波市附近，以蟾蜍形状的筑波山神社而闻名。

## 语源
完成于721年的地方志《常陸國風土記》，指出「筑波」之名乃来自于一名叫筑箪命（筑箪命）的贵族。据书中记载，筑波曾被称为紀國（紀の国），受崇神天皇管治。来自采女氏的筑箪命被任命为国造，他对自己名留青史有着强烈的欲望，故将此地更名为Tsukuha，亦即今日发音为Tsukuba的筑波。这一描述或不符史实，因崇神天皇如今被认为系传说人物，但至少证实“筑波”之名自古代起已被使用。

## 历史
筑波市成立於1987年，由茨城縣筑波郡的谷田部町、大穗町、丰里町，以及新治郡的樱村合併而成。1988年與2002年又將筑波郡的筑波町、以及稻敷郡的莖崎町併入。
今筑波市境內原為廣大的農村地帶，至1960年代在此開發筑波科學城，為日本國內最大的科學研究基地，連帶促使筑波市的形成。筑波科學城代表了当今世界上，为促进科学发现所作的最大规模的努力。都市以其他新市镇和科学发展成果为蓝本，包括巴西利亚、新西伯利亚的学院城、贝塞斯达和帕罗奥图。
自1960年代始，该地方便被规划为开发区域。市中心、筑波大学和46处基础科学研究实验室的建设于1970年代起步。按照1970年实施的《筑波研究学园城市建设法》，在此市推进了国家的研究机关的建设，並有許多民间研究机关設於此地。市中心部的研究学园地区，为正式的计划城市，因此區內的干线道路网、下水道道、公园及住宅等呈現整齐的棋盤狀。至1980年代都市得以启用，投入到为科研服务中。法定的地方自治团体于1987年成立。至2000年为止，都市内60处国家级研究机构和2所大学坐落在5个不同的功能区域内：高等教育和训练区、建筑研究区、物理科学和工程研究区、生物和农业研究区，及公共设施区。这些区域被超过240所私人研究机构环绕。其中最为杰出的机构当属日本产业综合技术研究所（AIST, 覆盖全国的国家级研究所）、筑波大学（1973年成立，前身为东京教育大学）、高能加速器研究机构（KEK）、日本电工实验室、日本机械工程实验室，以及日本国家材料和化学研究院。都市富有国际氛围，约有来自多达90个国家的3000名外国学生和研究者生活在筑波。
过去数十年中，日本将近一半的公共研发资金预算被用于筑波区域内的机构。由此处的科学家作出的重大科学突破包括超导体材料分子结构的特性、随光线变化改变导电率的有机光学胶片，以及超高压压力室。筑波已成为世界上重要的政府在基础研究上与产业界合作的基地。地震安全、环境退化、道路研究、发酵科学、微生物学和植物遗传学等都是是有着紧密公私合作关系的广域科研课题。
筑波承办了1985年世界博览会。现以城市公园中的一枚全尺寸火箭作为纪念。筑波世博会的亮点包括了当时世界上最高的摩天轮Technocosmos（85米）。
在2011年的福岛第一核电站事故中，被从事故影响区域疏散的居民报告指筑波当局拒绝他们进入市内的庇护所，除非他们能够出具福岛当局的证明确保其“无辐射”。
2012年5月6日，筑波受到龙卷风袭击，造成大量设施严重损毁，约20000居民无电力供应。风暴造成了45人受伤，一名14岁男孩死亡。日本气象厅将龙卷风评定为F-3级，成为袭击日本的龙卷风中最高记录。部分地区更录得F-4级的破坏。

## 交通
2005年8月24日，名为筑波快线（简称“TX”）的铁路开业。筑波快线由首都圈新都市铁道运营，提供连接东京秋叶原站的快速服务——筑波站至秋叶原站间车程为45分钟。
筑波快线同一区域内的巴士车站，提供前往附近城镇和關東地方范围内主要车站的城际交通服务。
筑波市位于从东京至水户市的高速公路常磐自动车道沿线。
最近的主要机场是40公里外的成田国际机场，有定期巴士服务连接（车程约为1小时40分钟）。羽田机场则由每日往返于市中心和机场的巴士连接。茨城县小美玉市新建的地区性机场有前往札幌、那霸、大阪和福冈的航线。

## 位于筑波市的研究机构
- 国土地理院
- 宇宙航空研究开发机构 (JAXA)
- 高能加速器研究机构
- 食品综合研究所(NFRI)
- 产业技术综合研究所 (AIST)
- 国立环境研究所
- 物质·材料研究机构（日语：物質・材料研究機構） (NIMS)
- 理化学研究所 (RIKEN) 生物资源中心筑波研究院
- 农村工学研究所
- 筑波实验植物园（英语：Tsukuba Botanical Garden）
- 筑波大学

## 博物馆
- 地图與测量科学馆

## 汉字名
筑波是日本少数以假名而非日本汉字书写的城市名称之一。

## 名人
- 江崎玲於奈，诺贝尔奖获得者 [5]
- HAYATO（日语：HAYATO），拳击手
- 平泽进，在筑波拥有工作室的电子音乐家[6]
- 石田光洋（日语：石田光洋），格斗家
- 仓田保昭，演员
- 白川英树，诺贝尔奖获得者 [7]
- 砂田遥（日语：砂田遥），排球运动员
- 男女之川登三，相扑手
- 山田大树（日语：山田大樹），棒球运动员

## 與筑波市相關的作品
- 頭文字D

## 国际关系

### 友好城市
筑波市是以下城市的友好城市：
- 中华人民共和国 深圳市（1993年起）[8][9][10]
- 美国 加利福尼亚州尔湾（1989年起）、米尔皮塔斯（继承自茎崎町） 马萨诸塞州剑桥（继承自谷田部町）[11][12]
- 法國 格勒诺布尔[13]